# Le Planois
Ne doit pas être confondu avec Le Planois (Belgique).
Le Planois est une commune française située dans le département de Saône-et-Loire, en région Bourgogne-Franche-Comté.

## Géographie
Le Planois fait partie de la Bresse louhannaise.

### Climat
Pour des articles plus généraux, voir Climat de la Bourgogne-Franche-Comté et Climat de Saône-et-Loire.
En 2010, le climat de la commune est de type climat océanique dégradé des plaines du Centre et du Nord, selon une étude du Centre national de la recherche scientifique s'appuyant sur une série de données couvrant la période 1971-2000. En 2020, Météo-France publie une typologie des climats de la France métropolitaine dans laquelle la commune est exposée à un climat semi-continental et est dans la région climatique Bourgogne, vallée de la Saône, caractérisée par un bon ensoleillement (1 900 h/an), un été chaud (18,5 °C), un air sec au printemps et en été et des vents faibles.
Pour la période 1971-2000, la température annuelle moyenne est de 10,8 °C, avec une amplitude thermique annuelle de 17,4 °C. Le cumul annuel moyen de précipitations est de 983 mm, avec 11,9 jours de précipitations en janvier et 8,1 jours en juillet. Pour la période 1991-2020, la température moyenne annuelle observée sur la station météorologique de Météo-France la plus proche, « Lombard », sur la commune de Lombard à 14 km à vol d'oiseau, est de 12,1 °C et le cumul annuel moyen de précipitations est de 1 128,6 mm. 
La température maximale relevée sur cette station est de 39,5 °C, atteinte le 24 juillet 2019 ; la température minimale est de −16,5 °C, atteinte le 5 février 2012,,.
Les paramètres climatiques de la commune ont été estimés pour le milieu du siècle (2041-2070) selon différents scénarios d'émission de gaz à effet de serre à partir des nouvelles projections climatiques de référence DRIAS-2020. Ils sont consultables sur un site dédié publié par Météo-France en novembre 2022.

## Urbanisme

### Typologie
Au 1er janvier 2024, Le Planois est catégorisée commune rurale à habitat très dispersé, selon la nouvelle grille communale de densité à sept niveaux définie par l'Insee en 2022.
Elle est située hors unité urbaine et hors attraction des villes,.

### Occupation des sols
L'occupation des sols de la commune, telle qu'elle ressort de la base de données européenne d’occupation biophysique des sols Corine Land Cover (CLC), est marquée par l'importance des territoires agricoles (85,7 % en 2018), une proportion sensiblement équivalente à celle de 1990 (85,2 %). La répartition détaillée en 2018 est la suivante : zones agricoles hétérogènes (35,7 %), prairies (32,5 %), terres arables (17,5 %), forêts (7,4 %), milieux à végétation arbustive et/ou herbacée (6,9 %). L'évolution de l’occupation des sols de la commune et de ses infrastructures peut être observée sur les différentes représentations cartographiques du territoire : la carte de Cassini (XVIIIe siècle), la carte d'état-major (1820-1866) et les cartes ou photos aériennes de l'IGN pour la période actuelle (1950 à aujourd'hui).

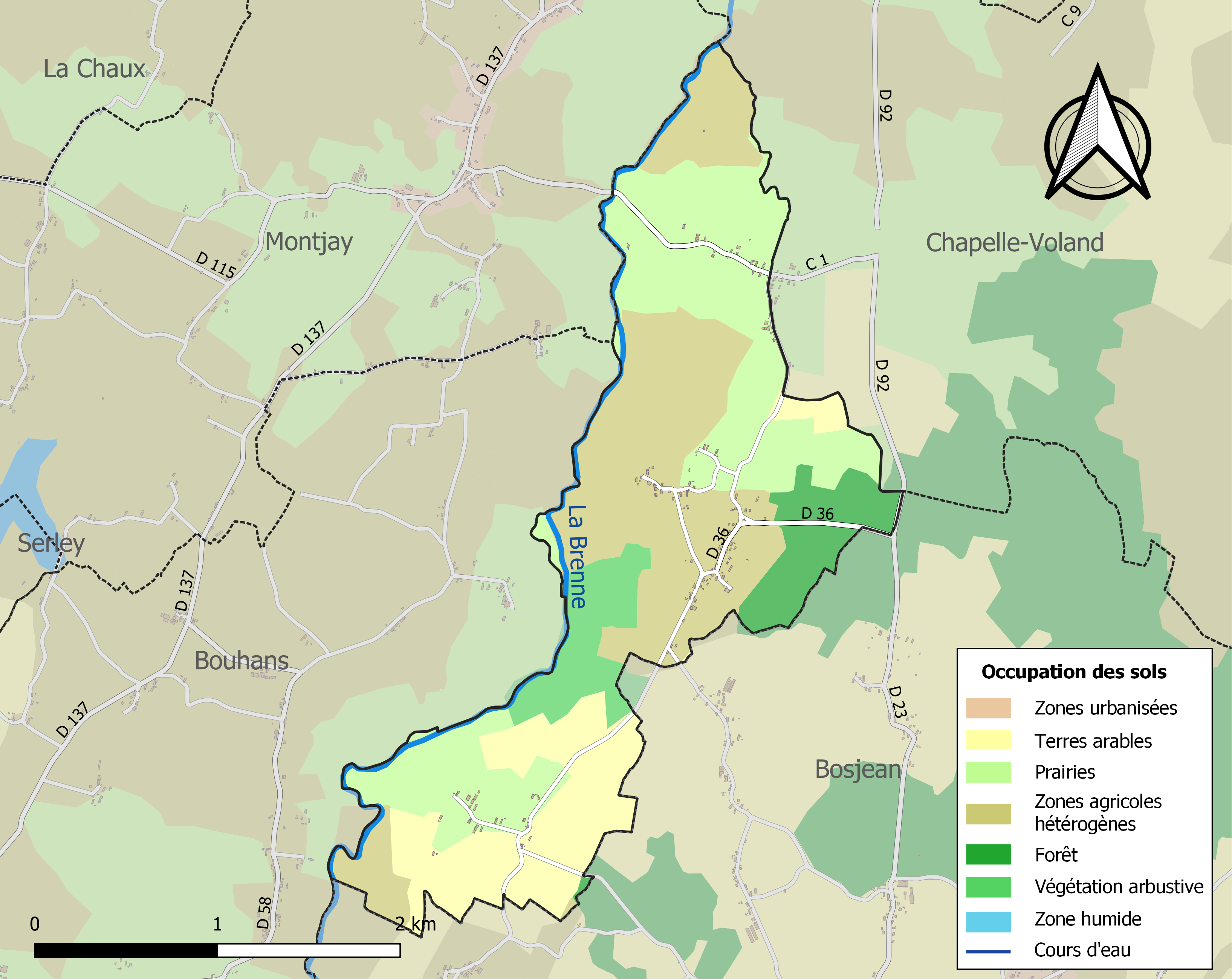
Carte des infrastructures et de l'occupation des sols de la commune en 2018 (CLC).

## Politique et administration

### Tendances politiques et résultats

#### Élections législatives
Le village du Planois faisant partie de la quatrième circonscription de Saône-et-Loire, place lors du 1er tour des élections législatives françaises de 2017, Maxime Thiébaut (FN) avec 25,64 % des suffrages. Mais lors du second tour, il s'agit de Cécile Untermaier (PS) qui arrive en tête avec 60,61 % des suffrages.
Lors du 1er tour des élections législatives françaises de 2022, Cécile Untermaier (PS), députée sortante, arrive en tête avec 42,11 % des suffrages comme lors du second tour, avec cette fois-ci, 61,11 % des suffrages.

### Liste des maires du Planois
| Période                                  | Période   | Identité          | Étiquette   | Qualité     |
| ---------------------------------------- | --------- | ----------------- | ----------- | ----------- |
| mars 2014                                | mars 2020 | David Cormier     | Indépendant | Agriculteur |
| mars 2020                                | En cours  | Jean-Pierre Papin | Indépendant | Retraité    |
| Les données manquantes sont à compléter. |           |                   |             |             |

## Démographie
L'évolution du nombre d'habitants est connue à travers les recensements de la population effectués dans la commune depuis 1793. Pour les communes de moins de 10 000 habitants, une enquête de recensement portant sur toute la population est réalisée tous les cinq ans, les populations de référence des années intermédiaires étant quant à elles estimées par interpolation ou extrapolation. Pour la commune, le premier recensement exhaustif entrant dans le cadre du nouveau dispositif a été réalisé en 2008.

En 2022, la commune comptait 87 habitants, en évolution de −9,37 % par rapport à 2016 (Saône-et-Loire : −1,06 %, France hors Mayotte : +2,11 %).
| 1793 | 1800 | 1806 | 1821 | 1831 | 1836 | 1841 | 1846 | 1851 |
| ---- | ---- | ---- | ---- | ---- | ---- | ---- | ---- | ---- |
| 273  | 297  | 318  | 270  | 273  | 263  | 271  | 287  | 288  |

| 1856 | 1861 | 1866 | 1872 | 1876 | 1881 | 1886 | 1891 | 1896 |
| ---- | ---- | ---- | ---- | ---- | ---- | ---- | ---- | ---- |
| 261  | 266  | 278  | 289  | 275  | 288  | 278  | 267  | 259  |

| 1901 | 1906 | 1911 | 1921 | 1926 | 1931 | 1936 | 1946 | 1954 |
| ---- | ---- | ---- | ---- | ---- | ---- | ---- | ---- | ---- |
| 276  | 282  | 298  | 256  | 278  | 265  | 240  | 192  | 155  |

| 1962 | 1968 | 1975 | 1982 | 1990 | 1999 | 2006 | 2008 | 2013 |
| ---- | ---- | ---- | ---- | ---- | ---- | ---- | ---- | ---- |
| 130  | 127  | 116  | 106  | 93   | 74   | 93   | 98   | 95   |

| 2018 | 2022 | - | - | - | - | - | - | - |
| ---- | ---- | - | - | - | - | - | - | - |
| 90   | 87   | - | - | - | - | - | - | - |

## Vie locale

### Culte
Le Planois relève de la paroisse de la Sainte-Trinité en Bresse, créée en 2000, qui regroupe vingt-trois villages et a son siège à Saint-Germain-du-Bois.

## Culture locale et patrimoine

### Héraldique
Pour un article plus général, voir Armorial des communes de Saône-et-Loire.
| Blason de Le Planois | Blason  | D'argent à un hêtre de sinople, sur une terrasse du même chargée de l'inscription « 1793 » d'or, ledit hêtre accosté de deux lions affrontés de sable ; au chef parti, au 1er d'azur semé de fleurs de lys d'or et à la bordure componée d'argent et de gueules et au 2d d'azur semé de billettes d'or, à un lion issant couronné d'or, armé et lampassé de gueules.                                                                                       |
| Blason de Le Planois | Détails | Le hêtre évoque les forêts alentours et les lions sont ceux des armes de la Bresse. Le chef est parti aux armes de la Bourgogne et de la Franche-Comté, rappelant l'appartenance à la commune à la région Bourgogne-Franche-Comté, mais également le fait que celle-ci fit partie de la Franche-Comté, Le Planois ayant été détachée de la commune voisine de Chapelle-Voland, dans le département du Jura, en 1793. Adopté en 2023. Auteur(s)Daniel Juric |

## Pour approfondir